# Pupinidae
Pupinidae es una familia taxonómica de moluscos gastrópodos pertenecientes a la superfamilia Cyclophoroidea (según la Taxonomía de Gastropoda de Bouchet & Rocroi, 2005).

## Distribución
La distribución de la familia Pupinidae incluye el Himalaya, Assam, Birmania, la península de Malasia, Sumatra, Borneo, Filipinas, Vietnam, Tailandia, Australia, Melanesia, Micronesia y Papúa Nueva Guinea.

## Taxonomía
Subfamilias y géneros en la familia Pupinidae incluida (según Taxonomía de Gastropoda de Bouchet & Rocroi, 2005)
Pupininae L. Pfeiffer, 1853
- Callianella R. B. Newton, 1891[1]
- Hedleya Cox, 1892[1]
- Moulinsia Grateloup, 1840[1]
- Pupina Vingard, 1829 - type genus of the subfamily Pupininae[5][1]

Liareinae Powell, 1946 - synonym: Cytoidae Climo, 1969 (n.a.) 
Pupinellinae Kobelt, 1902 - synonyms: Ventriculidae Wenz, 1915, Pollicariini Thiele, 1929
- Pollicaria Gould, 1856[1]
- Pseudopomatias Möllendorff, 1885[1]
- Pupinella Gray [in Baird], 1850 - type genus of the subfamily Pupinellinae[5][1]
- Raphaulus Pfeiffer, 1856[1]
- Schistoloma Kobelt, 1902[2][1]
- Streptaulus Benson, 1857[1]
- Tortulosa Gray, 1847[1]

subfamily ?
- Suavocallia Iredale, 1933[6]

## Ecología
Estos caracoles viven en los bosques húmedos en la hojarasca.